# Colaspis hesperia
Colaspis hesperia är en skalbaggsart som beskrevs av Blake 1974. Colaspis hesperia ingår i släktet Colaspis och familjen bladbaggar. Inga underarter finns listade i Catalogue of Life.